# Lighthouse
Lighthouse (укр. Маяк) — пісня хорватської співачки Ніни Краліч, з якою вона представляла Хорватію на 61-му пісенному конкурсі Євробачення, проведеному у травні 2016 року в Стокгольмі, Швеція.
Музичне відео на пісню було випущено 9 травня 2016 року. Серед локацій для зйомок — мальовничі Брач та Біоково. 11 квітня відбулася прем'ра нового офіційного кліпу, знятого у Загребі.

## Чарти
| Чарт (2016)        | Найвища позиція |
| ------------------ | --------------- |
| Croatia (VG-lista) | 4               |

## Композиції
| Digital download | Digital download | Digital download |
| #                | Назва            | Тривалість       |
| ---------------- | ---------------- | ---------------- |
| 1.               | «Lighthouse»     | 3:00             |